# Hyalopsyche rivalis
Hyalopsyche rivalis is een schietmot uit de familie Dipseudopsidae. De soort komt voor in het Oriëntaals gebied.

## Synoniemen
- Hyalopsychodes rivalis